# Siurgus Donigala
Siurgus Donigala (sardinsky: Seùrgus Donigàla, Sriùgus Donigàlla) je italská obec (comune) v provincii Sud Sardegna v regionu Sardinie. Nachází se ve výšce 452 metrů nad mořem a má přibližně 1 800 obyvatel. Rozloha obce je 76,39 km².